# Битва на Кейбл-стрит
Битва на Кейбл-Стрит (англ. Battle of Cable Street или Cable Street Riot) — стычка между британскими чернорубашечниками из Британского союза фашистов и охранявшими их марш полицейскими, с одной стороны, и антифашистскими демонстрантами с другой.
4 октября 1936 года колонна активистов Британского союза фашистов Освальда Мосли пыталась пройти маршем через Ист-Энд — один из беднейших районов Лондона, в котором проживало много евреев. Для противодействия маршу на улицы Ист-Энда вышло несколько тысяч (называются числа до полумиллиона) местных жителей, включая еврейские и ирландские группы, а также активистов левых организаций (социалисты, коммунисты, троцкисты, анархисты). На улицах были сооружены несколько баррикад. Несмотря на попытки 10 000 полицейских (в том числе 4 000 конных полицейских) — а это было официально разрешенное мероприятие — прорвать баррикады и позволить фашистам пройти, марш был сорван.

## Ход событий
Антифашистские группы построили заграждения, чтобы предотвратить марш. Баррикады возвели у перекрёстка с Кристиан стрит (Christian Street), в направлении к западному концу этой длинной улицы. По оценкам, вышло около 100 000 демонстрантов-антифашистов. Они были встречены шестью тысячами полицейских, попытавшимися очистить дорогу, чтобы дать пройти двум-трем тысячам фашистов. Демонстранты дали им отпор, используя палки, камни, ножки от стульев и другое импровизированное оружие. Женщины кидали в полицию мусор, гнилые овощи и содержимое ночных горшков из домов по улице. После нескольких схваток Мосли отказался от марша, чтобы избежать кровопролития. Демонстрантов БСФ рассеяли в направлении Гайд-Парка, а антифашисты продолжили схватки с полицией. Около 150 демонстрантов было арестовано, хотя некоторые смогли убежать при помощи товарищей. Несколько полицейских было похищено демонстрантами. Около 175 человек было ранено, включая полицейских, женщин и детей.

## Последствия
Многие из арестованных жаловались на жестокое обращение в руках полиции. Многих обвинили в незначительном нарушении — препятствовании действиям полиции и они были оштрафованы на 5 фунтов, однако некоторые руководители были приговорены к 3 месяцам каторжных работ за организацию уличных беспорядков.
Битва на Кейбл-стрит была существенным фактором, приведшим к принятию Закона о порядке в публичных местах (Public Order Act, 1936), который потребовал получения разрешения у полиции на проведение политических маршей и запретил ношение политической униформы в публичных местах. Считается, что это сыграло заметную роль в ослаблении влияния БСФ до Второй мировой войны.
В 1980-х большая фреска, изображающая битву, была нарисована на стороне здания совета Сент-Джордж-Тауна, 150 м на запад от ст. метро Шадуэлл (Shadwell). Красной табличкой на Док-стрит отмечено место сражения.